# Ronnie Gardiner
Ronald "Ronnie" Gardiner, född 25 juli 1932 i Westerly, Rhode Island, är en amerikansk musiker och trumslagare.
Ronnie är en jazztrummis som spelat med bland annat Dizzy Gillespie, Benny Carter, Gerry Mulligan och Dexter Gordon. Han har bott många år i Sverige och är i Sverige mest känd som långvarig trummis i Charlie Norman Trio. Han har också spelat i band som det egna Tivolibandet, Andreas Pettersson Band och Sliding Hammers.
Ronnie Gardiner hade under ett antal år[när?] ett eget rum - "Ronnies room" - uppkallat efter sig på Nalen i Stockholm där han var värd för levande jazzmusik varje vecka. Han har också genom sina arrangemang och en egen stipendiefond lyft fram unga jazztalanger.

## RGM-metoden
År 1980 grundade Gardiner Ronnie Gardiner Method (RGM), vilket han själv ser som sitt  livsverk. 

### Bakgrund
Ronnie Gardiner befann sig på Kanarieöarna för att framträda. Hans fästmö blev under  resan mördad och Ronnie kände att han inte hade något att leva för och beslöt sig för att ta sitt liv. Av en händelse råkade han se en  man, Mikael Andersson, som varken hade armar eller ben och ändå utstrålade glädje. Detta fick Gardiner att tänka om och han har sagt att Andersson räddade hans liv.

### Historia
Gardiner ville använda sina erfarenheter för att hjälpa andra. Han kunde spela trummor och ville utveckla det. Därför läste han  mängder av medicinsk litteratur och samtalade med olika människor med intressen inom olika medicinska områden för att få bekräftelse och nya uppslag om hur han kunde utforma en träningsmetod för någon patientgrupp. Slutligen växte det fram ett koncept som var färdigt att prova på en patientgrupp med diagnostiserad hjärnskada.
Att spela trummor kräver att armar och ben arbetar i samverkan men oberoende av varandra. Därtill behöver en trummis kunna läsa noter och följa en dirigent. Att spela trummor kräver ett stort samspel mellan hjärnans olika centra både vad gäller motorik, läsning, koordination, uthållighet, minne, rytmkänsla och kanske tal och sång.
Sedan 1999 har intresset för RGM-metoden ökat betydligt tack vare forskningsresultat från Karolinska Institutet, Stockholms läns Strokeförening (SLSF) och Stockholms sjukhem. Det finns också ett samarbete med Sahlgrenska Universitetssjukhuset i Göteborg, Universitetssjukhuset i Lund och Arvid Carlsson Institutet i Göteborg.